# Campari

Markenlogo

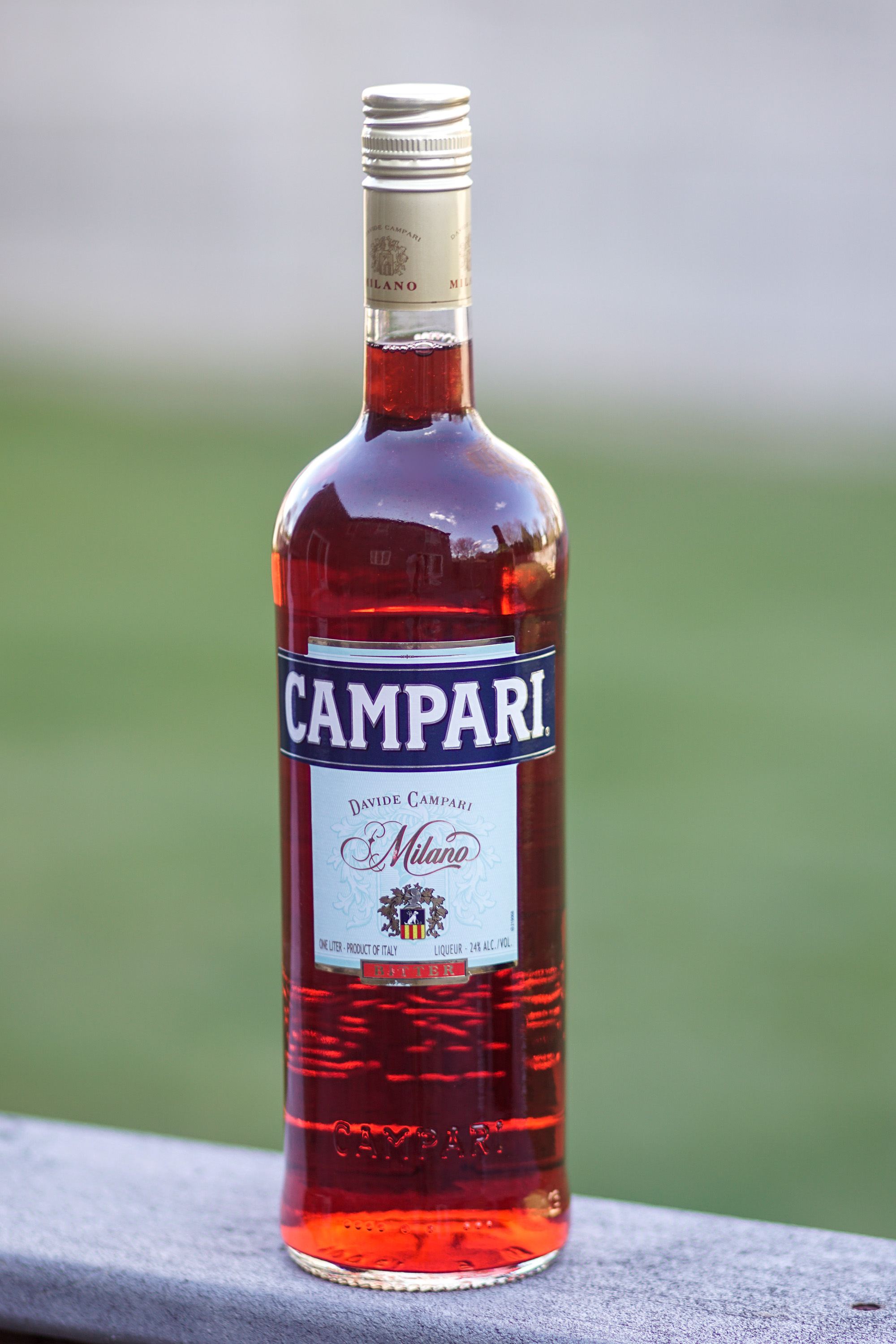
Eine 0,7-Liter-Flasche Campari (2020)

Campari ist die Markenbezeichnung für einen italienischen Likör (im Sinne der EU-Spirituosenverordnung) der Campari-Gruppe. Er wird jedoch wegen seines vorherrschend bitteren Geschmacks mit der Verkehrsbezeichnung Bitter angeboten und meist als Aperitif in Longdrinks oder Cocktails verwendet. Er weist in Deutschland einen Alkoholgehalt von 25 % Vol. auf. Kennzeichnend für Campari ist seine auffallend rote Farbe. Campari gehörte 2011 zu den 50 wertvollsten Spirituosenmarken weltweit.

## Geschichte

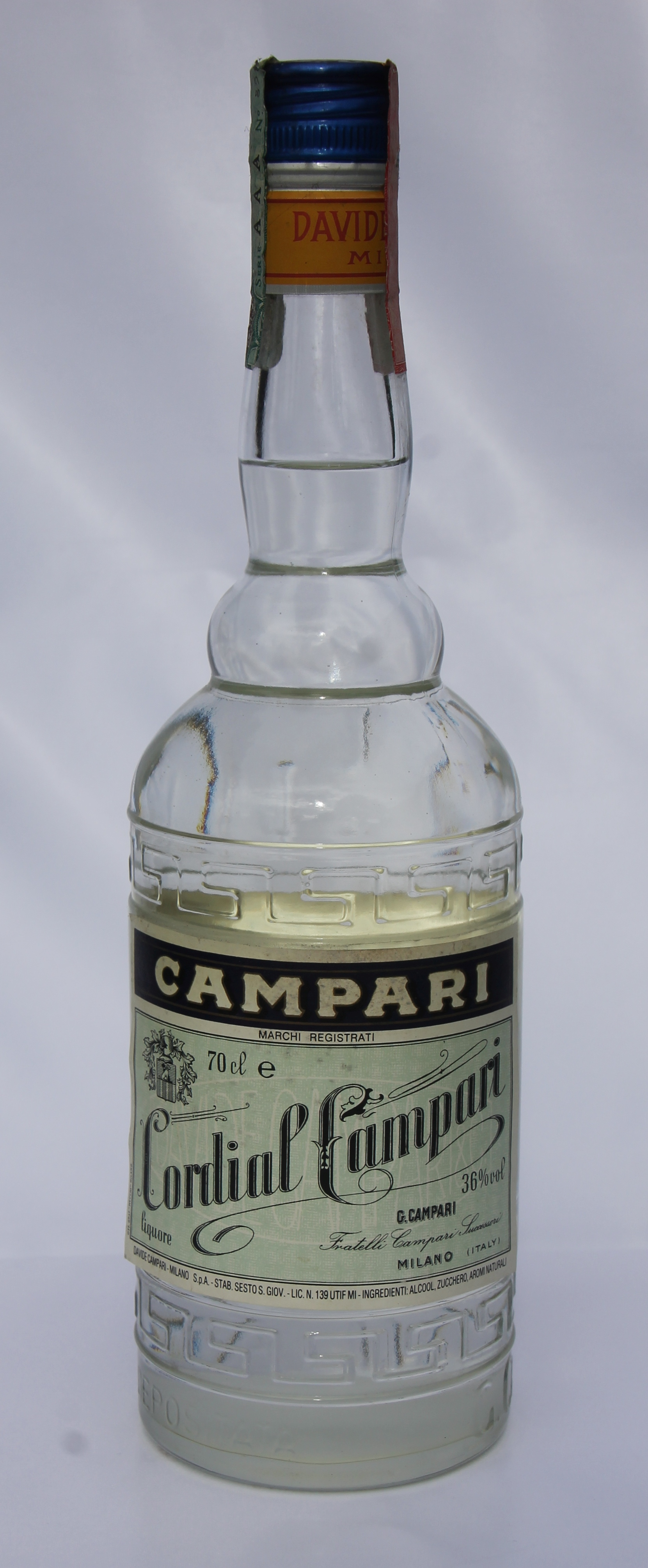
Cordial Campari
(1970er Jahre)

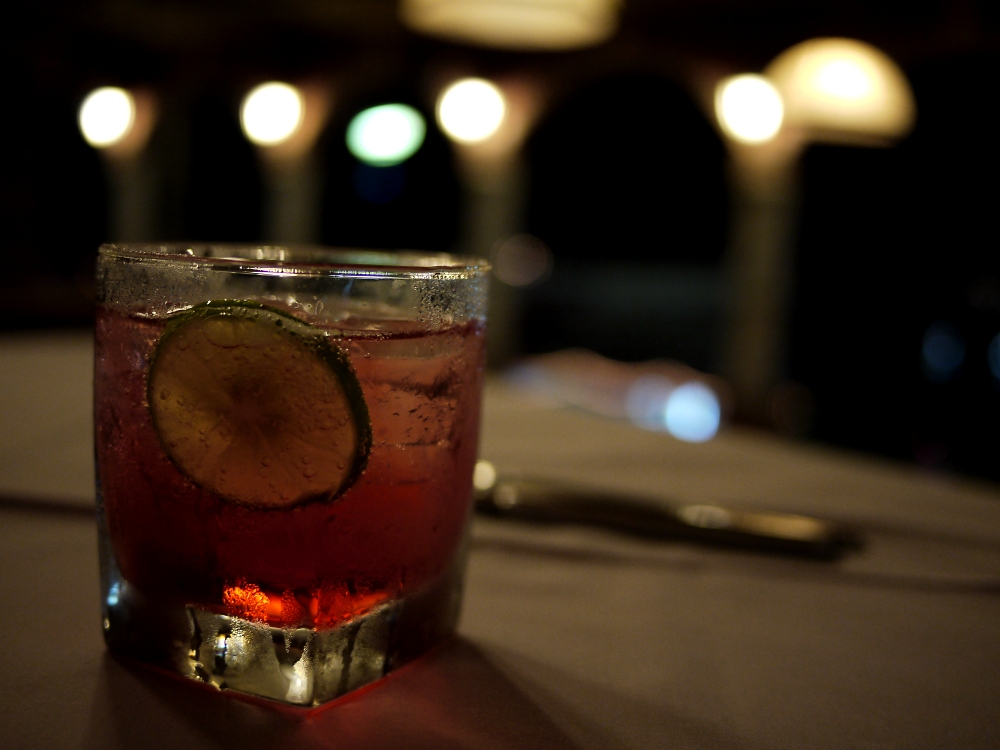
Ein Glas Campari Soda mit Eiswürfeln und einer Scheibe Limette im Gegenlicht

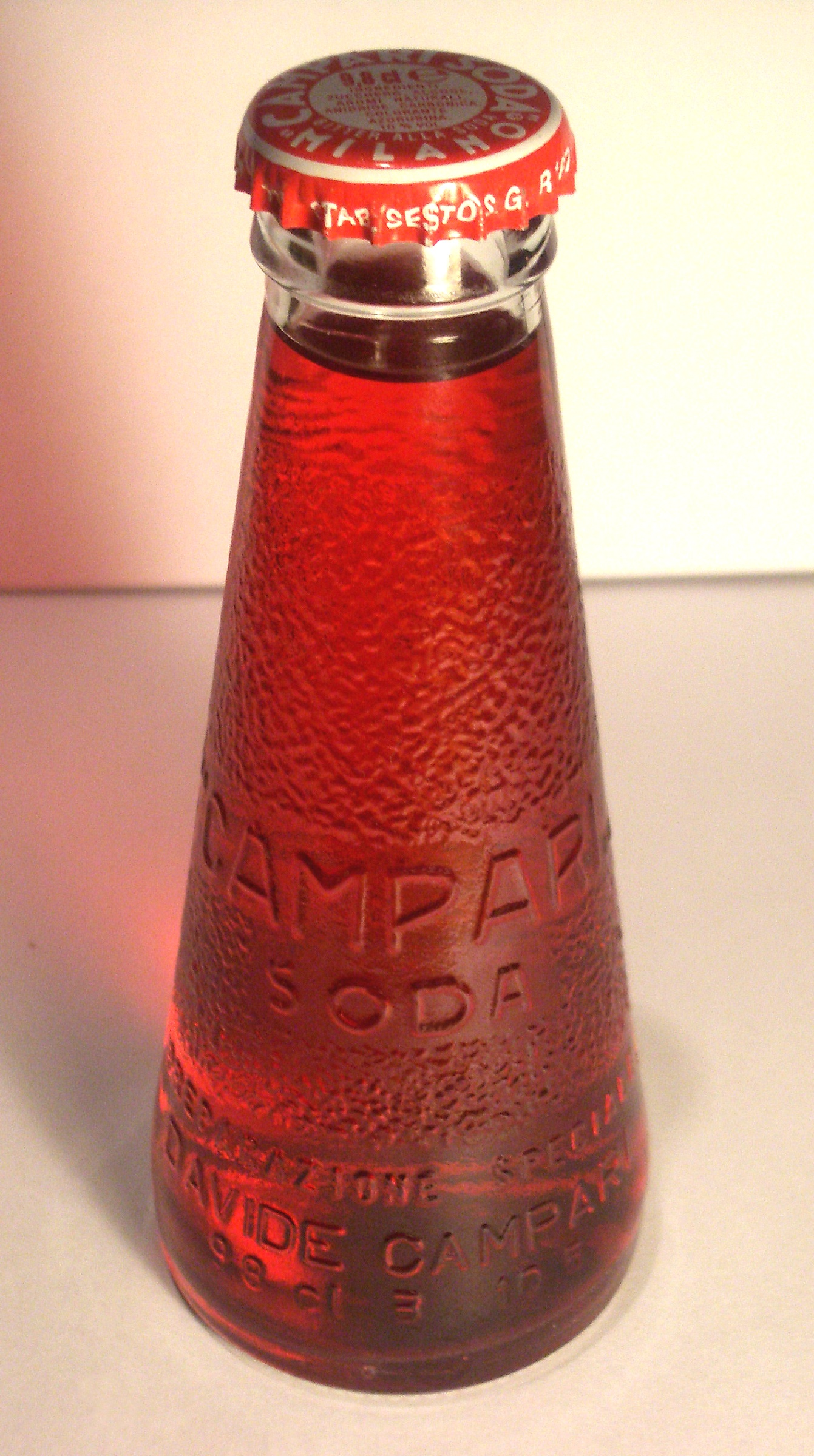
Ein Flasche (100 ml) Campari Soda,
gestaltet 1932 von Fortunato Depero

Die Geschichte des Camparis soll schon in den 1840er Jahren mit der Entwicklung des Originalrezepts durch Gaspare Campari begonnen haben, der 1860 die Wurzeln für das später nach seinem Sohn benannte heutige Spirituosenunternehmen Davide Campari, Milano, S.p.A. legte. Die erste Campari-Fabrik wurde 1904 in Sesto San Giovanni eröffnet. Das Unternehmen förderte Bars, die das Markenlogo zur Schau stellten. Unter der Leitung von Davide Campari begann das Unternehmen, das Getränk zu exportieren; zuerst nach Nizza und bald auch nach Übersee.
So empfahl sich 1904 das Unternehmen Ceruti Mercantile Co. in San Francisco als alleiniger Importeur und die beiden Produkte Cordial Campari (heute nicht mehr hergestellt) als After-Dinner-Likör und den Campari Bitter zum Genuss mit Mineralwasser oder mit Wermut. Ein nach 1911 in New York City erschienenes Barbuch enthält eine Werbeanzeige des Importeurs G. G. Granata & Co., der für Campari als Bitter and Cordial mit einem Alkoholgehalt von 31 % warb.

## Herstellung
Das Rezept soll über 80 Zutaten umfassen und wird geheim gehalten, hat sich allerdings über die Jahrzehnte und je nach Absatzmarkt auch mehrfach verändert. Zu den bekannten Zutaten zählen Chinin und bittere Kräuter, Rhabarber, Granatapfel, Gewürze, Ginseng, Zitrusöl, Orangenschalen. Eine der Hauptzutaten ist die Rinde des Kaskarillabaumes. Für die intensiv rote Farbe wurde lange der aus Cochenilleschildläusen gewonnene natürliche Lebensmittelfarbstoff Karmin (E 120) verwendet. 2006 entschied das Unternehmen, auf künstliche Farbstoffe umzustellen, so dass nach Unternehmensangaben heute nur noch die Farbstoffe Tartrazin (E 102), Azorubin (E 122) und Brillantblau FCF (E 133) eingesetzt werden.
Somit sind im Produkt auf dem deutschen Markt keine Inhaltsstoffe tierischer Herkunft mehr enthalten. Die Umstellung der Rezeptur war allerdings in Fachkreisen umstritten, da sich nach 2007 auch der Geschmack des Likörs spürbar verändert habe. Er sei bitterer und süßer geworden, zeige weniger Orangennoten und sei im Vergleich zum alten Rezept weniger komplex.
Die Zutaten werden in destilliertem Wasser eingeweicht und mit Ethanol versetzt. Nach einigen Tagen wird die Mischung in mehreren Filterdurchgängen von Trubstoffen befreit und in große, innen verglaste Behälter gefüllt und mit Wasser und Zuckersirup auf Trinkstärke gebracht. Nach 30 Tagen Ruhezeit wird das Getränk nochmals gefiltert und in Flaschen abgefüllt.
Der Alkoholgehalt des Endprodukts schwankt je nach Land zwischen 20,5 und 28,5 % Vol., in Deutschland sind es 25 % Vol. Der Zuckeranteil liegt mit 24,8 % gewichtsmäßig noch vor dem Alkoholgehalt. Nach Angaben der Campari-Gruppe produziert nur Luca Garavoglia, der Präsident der Gesellschaft, mit Hilfe des technischen Direktors und acht Mitarbeitern das Basiskonzentrat. Garavoglia soll außerdem die einzige Person sein, die das vollständige Originalrezept kennt.

## Verwendung
Wegen seines bitteren Geschmacks wird Campari selten pur getrunken. Üblich ist die Verwendung in Longdrinks wie Campari-Soda, Campari-Orange und Campari-Tonic. Zu den bekanntesten Cocktails mit Campari gehören der Americano und der Negroni.
Campari wird auch als Mischung mit Sodawasser (im Verhältnis 40:60) mit 10 % Vol. angeboten. Die dabei verwendeten kleinen, kegelförmigen Flaschen mit knapp 100 ml Inhalt wurden 1932 von dem Futuristen Fortunato Depero entworfen. Da das Produkt aufgrund des geringen Alkoholgehaltes von 10 % Vol. nicht mehr unter die EU-Spirituosenverordnung fällt, werden die Inhaltsstoffe auch in Deutschland auf der Verpackung ausgewiesen. Neben Wasser, Zucker, (Neutral)alkohol und Kohlensäure ist eine „Kräuterinfusion“ sowie als Farbstoff Azorubin (E 122) enthalten.

## Sonstiges
1974 wurde Campari der erste Trikotwerbepartner des Hamburger SV, der seinerzeit erst als zweiter Fußballverein Deutschlands diese Werbemethode anwandte.